# Dom ośmiorodzinny przy ul. Tramwajowej 2a we Wrocławiu
Dom ośmiorodzinny przy ul. Tramwajowej 2a – modernistyczny budynek mieszkalny na osiedlu Dąbie, wybudowany jako dom eksperymentalnego osiedla wystawy WUWA według projektu Gustava Wolfa.
Budynek zaprojektowany przez dyrektora wrocławskiej Miejskiej Szkoły Rękodzielnictwa i Przemysłu Artystycznego Gustava Wolfa powstał w południowej części wzorcowego osiedla wystawy. Zamysłem projektanta było zaprezentowanie taniego domu wielorodzinnego z funkcjonalnie urządzonymi mieszkaniami mającymi cechy domów indywidualnych. Bryła domu ma kształt prostopadłościanu, jedynie w części zachodniej w jednej sekcji mieszkalnej dodany jest niewielki dwupiętrowy wykusz, kryta jest płaskim dachem z lekko wysuniętym okapem. Wykonany jest w oszczędnej technologii z tanich materiałów. Gotowe elementy konstrukcji wykonane zostały przed rozpoczęciem prac budowlanych, a następnie zmontowane na miejscu. Na murowanej piwnicy ustawiono drewnianą konstrukcję szkieletową wypełnioną z obu stron otynkowanymi płytami wiórowymi Heraklith. Budynek posiada osiem mieszkań, cztery o powierzchni 45 m² oraz po dwa o powierzchni 60 i 70 m². Każde mieszkanie ma własne drzwi wejściowe, schody i piwnicę. We wnętrzach od strony północnej, czyli mniej nasłonecznionej, znajdują się łazienki, kuchni i toalety, natomiast od strony południowej pokoje dzienne i sypialnie. Budynek przetrwał działania wojenne w dobrym stanie, nie uległ też poważniejszym przebudowom w okresie powojennym, jednak obecnie wymaga kapitalnego remontu. W roku 1979 został wpisany do rejestru zabytków.